# Carum carvi
Carum carvi, comúnmente llamada alcaravea, alcarabia, alcarahueya, carvia, caravai, alcaravia, comino de prado o alcaraveta, es una planta herbácea bienal de la familia Apiaceae nativa de Europa, Asia Occidental y África del norte.

## Descripción y cuidados
Sus hojas son de color verde brillante, finamente divididas y de aspecto plumoso. Los frutos son aquenios de forma elipsoide de 3 a 6 mm de largo, con 5 pálidos surcos longitudinales. Su raíz tiene un sabor aromático que recuerda al apio, la zanahoria o el anís.
El tallo floral mide de 15 a 40 cm (en ningún caso llega al metro), con pequeñas flores blancas o rosas. Surgen en umbelas y se abren desde mayo hasta agosto.
Es una planta rústica, soporta el frío y requiere pocos cuidados. Se propaga sola y es bastante invasora. Requiere riego solo si hay sequía.  Le gusta el sol aunque también tolera la sombra, así como un cultivo en macetas grandes de 60 cm de altura.

## Recolección
La floración tiene lugar el segundo año, a finales de mayo, y los primeros frutos comienzan a madurar a mediados de julio, tomando una coloración pardo oscuro. Este es el momento de realizar el corte de las umbelas, que los portan, sin esperar a que maduren todos, para evitar su caída. La operación puede hacerse manualmente, segando las umbelas, secándolas al sol o en cobertizo, trillándolas y cribándolas. Si la superficie es importante, esta operación puede hacerse directamente con una máquina segadora-trilladora.

## Rendimiento
El rendimiento medio es de 1.500 kg/ha de fruto seco, pero en algunos buenos cultivos pueden superarse los 2.000 kg/ha. El rendimiento en esencia del fruto maduro varía del 3 al 7%.

## Composición química
Contiene un porcentaje del 3 al 6% de aceite esencial, con un 50-60% de carvona, así como deshidrocarvona, carveol, dehidrocarveol, limoneno, aldehído acético, ácidos grasos, etc.

## Taxonomía
Carum carvi fue descrita por Carlos Linneo y publicado en Species Plantarum 1: 263. 1753.
Sinonimia
- Carum gracile Lindl.
- Carum rosellum Woronow
- Bunium carvi (L.) M.Bieb. (1808)[3]
- Carum aromaticum Salisb.
- Carum decussatum Gilib.
- Carum gracile Lindl.
- Carum officinale Gray
- Carum rosellum Woronow
- Carum velenovskyi Rohlena
- Carvi careum Bubani
- Falcaria carvifolia C.A.Mey.
- Foeniculum carvi (L.) Link
- Karos carvi Nieuwl. & Lunell
- Lagoecia cuminoides Soy.-Will.
- Ligusticum carvi Roth
- Pimpinella carvi Jess.
- Selinum carvi E.H.L.Krause
- Seseli carum Scop.
- Seseli carvi Spreng.
- Sium carum F.H.Wigg.
- Sium carvi Bernh.[4]

## Nombres comunes
Alcarabaca, alcarahueya, alcaravea, alcarovea, alcarravea, alcorobea, caros, carvía, carvi, carvia, comino, comino de prado, comino de prados, hinojo de prado.

## Etimología
Carum: del griego karon [κάρον] "comino".
carvi: epíteto específico.
El nombre común procede del árabe hispánico alkarawíyya, y este del árabe al-karawya [الكراويا], y este a su vez  del griego καρώ [karṓ] a través del del arameo karawyā.

## Datos históricos
Los romanos y griegos antiguos no la usaron, pues apenas la conocieron. De hecho, su nombre es de origen árabe, acreditada en España desde 1400. Tiene las variantes de alcorovea, alcorovia, caros, alcarahueya y caravia. La alcaravea también es llamada comino de los prados o  anís de los Vosgos. Esa misma palabra árabe ha dado en portugués alcaravia y en inglés caraway. Linneo le puso el nombre de carum carvi, repitiendo en realidad dos veces la palabra (frecuente en botánica) para poder ir designando distintas especies de “Carum”.
El uso medicinal de la planta lo demuestra su presencia en la Capitulare de villis vel curtis imperii, una orden emitida por Carlomagno que reclama a sus trabajadores el cultivo de una serie de hierbas y condimentos incluyendo las "careium (identificadas actualmente como Carum carvi).

## Usos

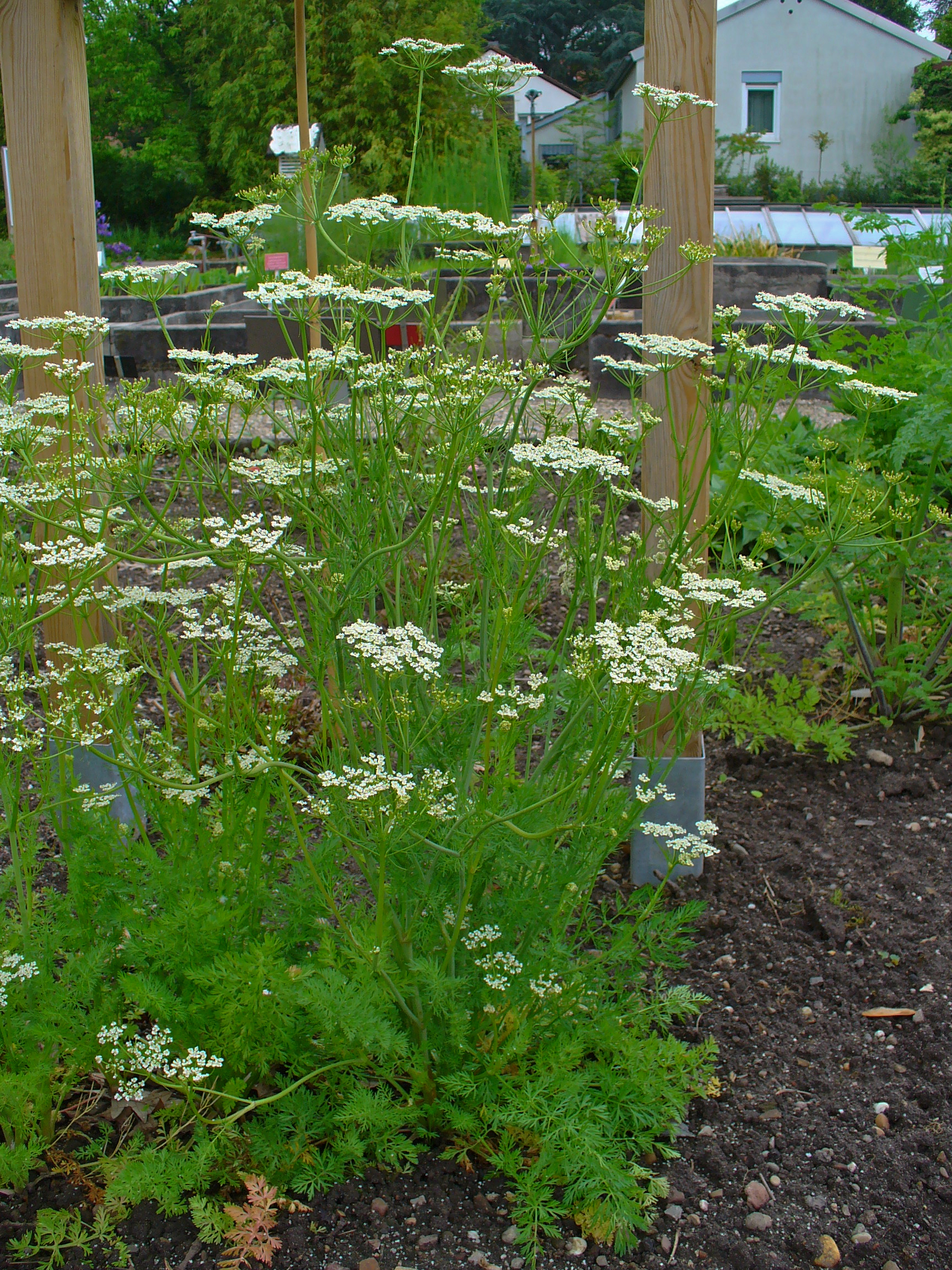
Vista de la planta.

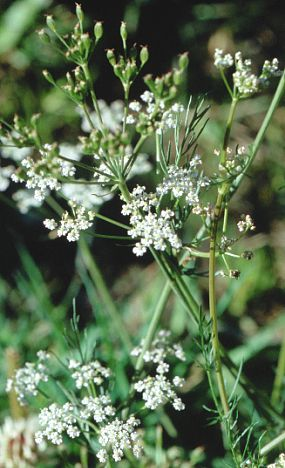
Inflorescencia.

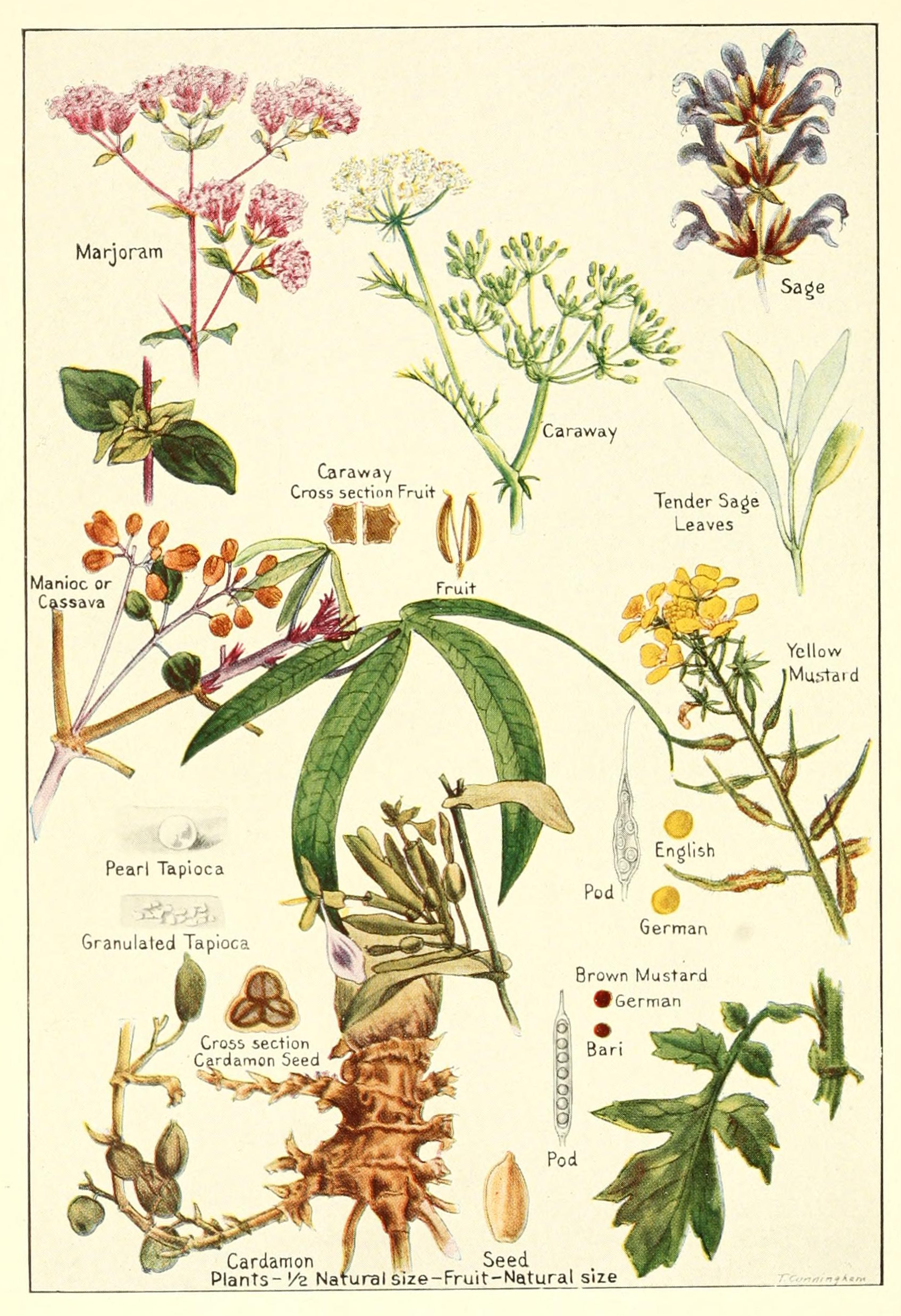
Ilustración donde aparece, entre otras medicinales.

Los frutos o semillas enteros tienen un aroma parecido al anís. Contienen entre un 10% de aceite esencial, principalmente carvona y limoneno. Se suele emplear como condimento alimentario; en el norte de Europa se emplea para aromatizar quesos, como el Tilsit y Havarti daneses y el Milbenkäse alemán. En la cocina española del siglo XVII se menciona repetidas veces el uso de la alcaravea con col cocida, a la que se añadía patatas también cocidas. En Islandia forma parte de los ingredientes del licor nacional Brennivín.
En la industria se emplea para aromatizar jabones, lociones y jarabes.

### Medicina popular
La farmacopea latinizó la palabra árabe caravea (le quitó el artículo “al-” como es usual), convirtiéndola en -carvus. En medicina  y farmacopea se habla de “semen carvi”, para referirse a la semilla, "oleum carvi” para la esencia y de “aqua et spiritus carvi” para referirse a su tintura. El aceite esencial está constituido principalmente de carvona, limoneno y en menor proporción, dihidrocarvona, carveol y dihidrocarveol. 
- Actúa como procinético estimulando el tránsito intestinal y con esto mejora síntomas dispépticos o de indigestión.[12]
- Disminuye la formación de gases intestinales.
- Galactógeno.

El aceite esencial produce un efecto aperitivo, eupéptico, carminativo, espasmolítico, colagogo, antiséptico, fungicida (más potente que la nistatina), mucolítico, expectorante y galactogoga. Indicado para falta de apetito, flatulencia, síndrome de Roemheld, espasmos gastrointestinales, dispepsias hiposecretoras, discinesias hepatobiliares, gastroenteritis, bronquitis, enfisema o asma. En uso tópico: dermatomicosis, otitis, limpieza de heridas, ulceraciones dérmicas o quemaduras.